# Masdevallia melanoxantha
Masdevallia melanoxantha Linden & Rchb.f., 1854 è una pianta della famiglia dell Orchidacee, originaria dell'America Meridionale.

## Descrizione
È un'orchidea di piccole dimensioni con crescita epifita sugli alberi della foresta pluviale. M. melanoxantha è una pianta cespitosa che presenta steli robusti, ramificati, pendenti, avvolti strettamente alla base da 2 o 3 guaine, portanti al loro apice un'unica foglia eretta, molto coriacea, di forma ellittica, dotata di un robusto picciolo, ad apice da ottuso a subacuto.
La fioritura avviene per un periodo lungo, dalla primavera all'autunno, mediante una infiorescenza basale, racemosa, eretta, lunga fino a 35 centimetri, a sezione triangolare, ricoperta da una brattea basale e da varie guaine floreali tubolari molto embricate, portante molti fiori. Questi non sono più grandi di 2.5 centimetri, colorati di giallo e marrone e presentano sepali di forma triangolare molto appuntita, saldati tra loro (in particolare i 2 inferiori) che racchiudono al loro interno petali e labello .

## Distribuzione e habitat
La specie è originaria dell'America Meridionale, in particolare nella cordigliera nord-orientale di Boyaca e Norte de Santander in Colombia e in Venezuela occidentale. Il suo habitat sono le foreste pluviali, dove cresce epifita sui tronchi e i rami degli alberi coperti di muschio ad altitudini di 1400-2800 metri sul livello del mare.

## Coltivazione
Questa pianta è ottimamente coltivata in serra con temperature fredde nel periodo del riposo vegetativo, che devono essere aumentate nel periodo della fioritura, con buona umidità. Può essere coltivata sia in vasi che in cesti appesi, su substrato di sfagno, radici di polipodio e fibre di osmunda, con buon drenaggio.